# Фаббри, Фабио
Фабио Фаббри (итал. Fabio Fabbri; 15 октября 1933, Чано Д’Энца, провинция Реджо-нель-Эмилия, Эмилия-Романья — 4 января 2024) — итальянский политик, министр по делам регионов Италии (1982—1983), министр по связям с Евросоюзом (1986—1987), министр обороны (1993—1994).

## Биография
Родился 15 октября 1933 года в Чано Д’Энца (современное название — Каносса). Сын школьной учительницы и геодезиста, выходцев из Тиццано-Валь-Парма недалеко от Пармы, где Фаббри впоследствии проводил большую часть своей жизни. Окончил Пармский университет, написав дипломную работу на тему «Юг Италии и план Ванони» (Mezzogiorno e piano Vanoni). С 1950-х годов печатался на экономические и политические темы в газете «Il Mondo», издававшейся по редакцией Марио Паннунцио и в журнале «Nord e Sud» Франческо Компанья.
В 1976 году был впервые избран в Сенат 7-го созыва и неизменно переизбирался впоследствии в Сенат 8-го—11-го созывов, оставаясь сенатором до 1994 года.
В 1981—1982 годах являлся младшим статс-секретарём Министерства сельского и лесного хозяйства в первом и втором правительствах Спадолини. С 1 декабря 1982 по 4 августа 1983 года являлся министром без портфеля в пятом правительстве Фанфани (2 декабря 1982 года был наделён полномочиями по делам регионов). С 1 августа 1986 по 17 апреля 1987 года — министр без портфеля во втором правительстве Кракси (4 августа 1986 года был наделён полномочиями по связям с Евросоюзом). С 30 июня 1992 по 28 апреля 1993 года — младший статс-секретарь аппарата правительства, секретарь первого правительства Амато. С 28 апреля 1993 по 10 мая 1994 года — министр обороны Италии в первом правительстве Чампи.
Умер 4 января 2024 года в возрасте 90 лет.

## Награды
Кавалер Большого креста ордена «За заслуги перед Итальянской Республикой»:
- (11 мая 1994)